# Thereva utahensis
Thereva utahensis är en tvåvingeart som beskrevs av Hardy 1938. Thereva utahensis ingår i släktet Thereva och familjen stilettflugor.
Artens utbredningsområde är Utah. Inga underarter finns listade i Catalogue of Life.